# Nairo Quintana
Nairo Alexander Quintana Rojas (Tunja, 4 de fevereiro de 1990) é um ciclista profissional colombiano  que compete com a equipa francesa, da categoria UCI proSeries, Arkéa Samsic.
Ele iniciou como amador no seu país em 2009 com a equipa patrocinada por departamento de origen Boyacá es Para Vivirla destacando-se como escalador. Em 2010 muda-se para a equipe Café de Colombia-Colombia es Pasión com a qual competiu duas temporadas e obteve um triunfo no Tour del Porvenir de 2010. Para a temporada 2012 foi contratado pela equipe Movistar Team de categoria UCI ProTour logrando triunfos importantes como a Vuelta a Murcia e uma etapa do Critérium del Dauphiné. A temporada de 2013, também com a Movistar, catapultou a sua carreira com o triunfo na Volta ao País Basco e sobre tudo o subcampeonato no Tour de France onde somou conquistas na classificação montanha e melhor jovem.

## Biografia

### Primeiros anos
Filho de Luis Quintana e Heloise Rojas, nascido em Tunja capital do departamento de Boyacá, apesar de sua infância e adolescência sem desvio na aldeia Vereda (Colômbia). A Concepção do vizinho município Cómbita, dentro de uma família de agricultores dedicados ao comércio de produtos agrícolas. Seu pai sofreu um acidente automóvel quando ele tinha apenas sete anos e teve que passar por múltiplas intervenções cirúrgicas que gerou uma deficiência. Depois ele passou a ser apoiado no trabalho domêstico pelas suas crianças (Nairo incluído) a partir de temperança idade para contribuir para a economia doméstica.

 Segundo refere o próprio ciclista, apesar da sua família não permitir luxos, não considera que foram pobres. Quando ele tinha 15 anos para economizar o dinheiro do transporte decidiu usar uma bicicleta recuperada do seu pai para assistir às aulas na sua escola localizada na cidade vizinha de Arcabuco, localizado 16 km em terreno em declive e outro tanto costas arribas, com inclinações de até 8%. Foi nestes retornos de casa quando descobriu o seu potencial para o ciclismo: apesar da sua tenra idade e a bicicleta marcadamente mais pesada, ele poderia tomar a ascensão em par de roda com os ciclistas que treinavam na área. Depois de contar a seu pai, este decidiu comprar uma bicicleta melhor, mas com rodas de ferro mais estreitas.
Foi desclassificado da Volta à França de 2022 por violação das regras médicas, no que toca ao uso da substância tramadol em competição.